# 邓瑞丽
邓瑞丽（英語： FRCP FMedSci，?—），马来西亚血液学家、医学科学家，美国国家卫生院高级研究员，研究领域包括鐮刀型紅血球疾病、地中海贫血等血红蛋白疾病的病理生理学。

## 早年经历
邓瑞丽生于马来西亚吉隆坡，在马来西亚和英国学医，1976年毕业于马来亚大学，其后在皇家医学研究生院及皇家自由医院任职，专门研究血液学。其后前往牛津，任职于英國醫學研究委員會韦瑟罗尔分子医学研究所分子血液学部，以及约翰·拉德克利夫医院。她在牛津还有多重身份，包括一个MRC临床培训职务、惠康基金会高级研究员，以及一个荣誉顾问头衔。

## 科研生涯
2000年，邓瑞丽加入伦敦国王学院，担任分子血液学研究院，之后出任国王学院医院红细胞诊所临床主任。其研究课题包括鐮刀型紅血球疾病、地中海贫血等血红蛋白疾病的病理生理学。镰刀型红血球疾病与地中海贫血的唯一疗法是骨髓移植，但骨髓移植有一定的难度。上述两种疾病虽然在临床方面有不同的严重性，但可以通过生产胎儿血红蛋白（HbF）的能力来进行补救。HbF是胎儿阶段至婴儿六个月的时候负责输送氧气的介质。
邓瑞丽研究出HbF的形成机制。她发现HbF水平主要由基因控制，其大部分遗传变异是珠蛋白基因座以外的因素造成的。邓瑞丽利用遗传连锁找出两个造成HbF变异的数量性状基因座（QTL），这些基因座位于BCL11A基因的6q和2p染色体，控制了HbF的生产及造血作用，而BCL11A此前被发现与癌症有关。邓瑞丽率先证明BCL11A也和红细胞疾病有关联。6q QTL包含分布在基因间区MYB到HBS1L之间的三个连锁不平衡块的單核苷酸多態性，邓瑞丽证明这个区间包含调节序列，并研究出QTL如何调节MYB和HBS1L的表达。6q和2p两个QTLs和HBB集群的一个单核苷酸多态性负责了HbF水平变异的一半。她确定这两种变种已从非洲传播到几乎所有人群。
通过描绘成人胎儿血红蛋白控制的遗传学，邓瑞丽希望解释成人的性状变异，同时识别变异的基因座和序列。她认为，通过识别HbF QTL，她将能够通过开发新疗法和更复杂的遗传咨询，从而更好地预测疾病严重程度，以来改善患者管理，相关疗法包括激活 BCL11A基因的方法。邓瑞丽对基因型和表型关系的研究，有助于通过DNA诊断血红蛋白病。
鐮刀型紅血球疾病的病因是红血球内部形成刚性链，破坏其结构，导致镰状细胞形状的形成。邓瑞丽正研究一种对抗这种聚合作用、阻止细胞形状改变的治疗剂。邓瑞丽在欧洲血液学协会的红细胞研究组担任主席，参与协会血液学课程的教学。
2015年，邓瑞丽出任美国国家卫生院高级研究员兼新成立的镰状细胞分部主任。

### 奖项荣誉
- 2001年：皇家病理学学院（英语：Royal College of Pathologists）院士[9]
- 2001年：倫敦皇家內科醫師學會会士[10]
- 2003年：英国医学科学院院士[11]
- Elected Fellow of the Academy of Life Sciences for Chinese in the UK[12]
- 2024年：邵逸夫奖医学奖[13]

此外还是《血液》、《血液学年鉴》（Annals of Haematology）、《血红蛋白》（Hemoglobin）及《美国血液学杂志》的编辑，《血液》网络期刊“Sickle Blood Hub”的专题编辑

### 部分著作
- Thein, Swee Lay. . Nature. 1985, 314 (6006): 67–73. Bibcode:1985Natur.314...67J. PMID 3856104. S2CID 4356170. doi:10.1038/314067a0.
- Thein, Swee Lay. . Nature. 1985, 316 (6023): 76–79. Bibcode:1985Natur.316...76J. PMID 2989708. doi:10.1038/316076a0 .
- Thein, Swee Lay. . Nature Genetics. 2009, 41 (11): 1182–1190. PMC 3108459 . PMID 19820697. doi:10.1038/ng.467.